# Myles Rowe
Myles Rowe (Powder Springs, Georgia, 19 juni 2000) is een Amerikaans autocoureur. In 2023 werd hij kampioen in het USF Pro 2000 Championship.

## Carrière

### Vroege carrière
Rowe maakte zijn autosportdebuut in het karting. In 2015 nam hij deel aan de TaG Junior-klasse van de SKUSA SuperNationals XIX. In 2017 stapte hij over naar het formuleracing en nam hij deel aan de Lucas Oil Formula Car Race Series, waarin hij drie zeges behaalde. In 2018 reed hij twee races in deze klasse, die hij allebei won.

### USF2000
Na twee jaar niet geracet te hebben keerde Rowe in 2021 terug in de autosport in de U.S. F2000, waarin hij voor Force Indy reed. Hij kende een rustig debuutseizoen, maar tegen het eind van het jaar behaalde hij op het New Jersey Motorsports Park zijn eerste zege. Hij werd hiermee de eerste zwarte Amerikaan die een race in deze klasse won. Met 137 punten werd hij dertiende in het kampioenschap.
In 2022 stapte Rowes team Force Indy over naar de Indy Lights, waardoor Rowe geen zitje in de U.S. F2000 overhield. Hij begon een GoFundMe-campagne om sponsorgeld voor het seizoen in te zamelen. Na een donatie van $200.000 kon hij voor Pabst Racing deelnemen aan het eerste racewekeend op het Stratencircuit Saint Petersburg. Hij viel na een ongeluk uit in de eerste race, maar won de tweede race. Hierna kreeg hij meer sponsorgeld waardoor hij ook in het tweede weekend op het Barber Motorsports Park kon rijden, waar hij de eerste van twee races won. In het derde weekend op de Indianapolis Motor Speedway, waarin hij nog een podiumfinish behaalde, leek zijn sponsorgeld op te raken. Nadat hij van Roger Penske steun ontving, kon hij het seizoen afmaken.
Rowe behaalde in de rest van 2022 nog drie overwinningen: twee op de Mid-Ohio Sports Car Course en een op het Stratencircuit Toronto. Daarnaast stond hij op de Lucas Oil Raceway, Road America (tweemaal) en Mid-Ohio nog op het podium. Voorafgaand aan de laatste race op de Portland International Raceway stond hij bovenaan in de tussenstand, maar na contact met een andere auto in de eerste ronde viel hij terug naar de vijftiende plaats. Hij eindigde uiteindelijk nog als vijfde, maar dit was niet genoeg om Michael d'Orlando voor te blijven in de eindstand. Met 381 punten werd hij tweede, zes punten achter D'Orlando.

### USF Pro 2000 Championship
In 2023 maakte Rowe de overstap naar het USF Pro 2000 Championship, waarin hij voor Pabst Racing with Force Indy reed. Al vroeg in het seizoen behaalde hij drie opeenvolgende zeges: een in Saint Petersburg en twee op de Sebring International Raceway. Vervolgens behaalde hij een podiumfinish op Road America, gevolgd door een zeges op Mid-Ohio en in Toronto. In het laatste weekend in Portland eindigde hij twee keer op het podium, waardoor hij met 391 punten gekroond werd tot kampioen in de klasse. Hij was hiermee de eerste zwarte Amerikaan die een kampioenschap in het formuleracing won. Als prijs ontving hij $640.000 aan budget, die hij in 2024 kon gebruiken.

### Indy NXT
In 2024 stapt Rowe over naar Indy NXT, waarin hij voor HMD Motorsports with Force Indy rijdt.